# Hédi Bey
Hédi Bey, nom francisé de Mohamed el-Hadi Bey (arabe : محمد الهادي باشا باي), né le 24 juin 1855 au palais du Bardo et mort le 11 mai 1906 au palais de Dermech à Carthage, est bey de Tunis de la dynastie des Husseinites de 1902 à sa mort.
Investi comme prince héritier le 3 décembre 1898, il succède à son père, Ali III, le 11 juin 1902. Nommé général de division de la garde beylicale le 3 décembre 1898, il est promu au grade de maréchal le 11 juin 1902.
Selon certaines sources, le souverain est très cultivé et savait très bien parler et écrire le français. Cela ne l'empêche pas de tenir tête aux autorités coloniales, se différenciant ainsi de la souplesse dont faisait preuve son père.
À la suite d'une dispute en 1904 avec le résident général de France en Tunisie Stephen Pichon, où il s'est vu refuser la révocation du grand vizir Mohammed Aziz Bouattour, il est frappé d'une congestion cérébrale et d'une paralysie de ses membres inférieurs. Il meurt dans son palais de Carthage Dermech.
Il est enterré au mausolée du Tourbet El Bey situé dans la médina de Tunis.